# Carlos Calado
Carlos Calado (ur. 5 października 1975 w Alcanenie) – portugalski lekkoatleta, specjalizujący się głównie w skoku w dal.
W 1997 zdobył srebrny medal Młodzieżowych Mistrzostw Europy w Lekkoatletyce (Bieg na 100 m, Turku), w 1998 został halowym wicemistrzem Europy (Skok w dal, Walencja). W 2001 zdobył brązowe medale mistrzostw świata w hali (Skok w dal, Lizbona) oraz na otwartym stadionie (Skok w dal, Edmonton). Wielokrotnie był mistrzem Portugalii w różnych konkurencjach.

## Rekordy życiowe
- Skok w dal - 8.36 (1997) Rekord Portugalii
- Skok w dal (hala) - 8.22 (2002) Rekord Portugalii
- Trójskok (stadion) - 17.08 (1996)
- Trójskok (hala) - 17.09 (1999)
- Bieg na 100 m – 10.11 (1999)
- Bieg na 200 m - 20.90 (1997)